# Жилец (фильм, 1976)
«Жиле́ц» (фр. Le Locataire, англ. The Tenant) — фильм по роману Ролана Топора «Призрачный жилец», заключительная часть «квартирной трилогии» Романа Полански, состоящей из фильмов «Отвращение», «Ребёнок Розмари» и «Жилец». Главные роли исполнили сам режиссёр и Изабель Аджани.

## Сюжет
Скромный конторский служащий Трелковский решает сменить место проживания и переехать на новое место. Он снимает квартиру в обветшалом здании с недружелюбными соседями. От консьержки он узнаёт, что предыдущая хозяйка квартиры, Симона, покончила с собой, выбросившись из окна. Со временем Трелковский начинает всё больше и больше думать о ней, стараясь узнать как можно больше подробностей. Вскоре он начинает винить соседей в её гибели.

## В ролях
- Роман Полански — Трелковский
- Изабель Аджани — Стелла
- Мелвин Дуглас — месье Зи
- Шелли Уинтерс — консьержка
- Джо Ван Флит — мадам Диос
- Бернар Фрессон — Скоп
- Лиля Кедрова — мадам Гадерян
- Флоранс Бло — мадам Зи
- Жозиан Баласко — служащая
- Мишель Блан — сосед Скопа
- Ева Ионеско — Беттина

## Создание
Режиссёр о фильме:
«Для меня „Жилец“ стал очередным доказательством того, как сложно быть одновременно и режиссёром, и исполнителем. Когда начинается съёмка, уже невозможно контролировать движение камеры, следить за тем, как играют остальные актёры, а приходится полностью отдаваться роли».
«Оглядываясь назад, я понимаю, что безумие Трелковского выявляется недостаточно постепенно, что галлюцинации возникают слишком неожиданно. Где-то посередине фильма происходит неприемлемое изменение тональности. Даже утончённые киноманы не любят смешения жанров. Трагедия должна оставаться трагедией. Комедия же, если она переходит в драму, почти всегда обречена на провал».

## Награды и номинации

### Номинации
- 1976 — Каннский кинофестиваль
  - Золотая пальмовая ветвь — Роман Полански
- 1976 — Премия «Сезар»
  - Лучшая работа художника — Пьер Гюффруа